# 巴桑 (杜尔伯特)
巴桑，绰罗斯氏，卫拉特蒙古杜尔伯特部人，清朝时期台吉，保伊勒登的五世孙，汗车凌族弟色布腾长子。
乾隆二十一年（1756年），承袭札萨克多罗贝勒爵（杜尔伯特中左旗）。二年后，跟随乾隆帝木兰行围，被授为副盟长。乾隆二十六年（1761年）跟随从喀尔喀郡王车木楚克扎布追击擒获“吗哈沁”色布腾，被皇帝嘉奖。不久后为授杜尔伯特部左翼副将军。